# Каменный город (Занзибар)
Каменный город (суахили Mji Mkongwe, «древний город», англ. Stone Town), старейшая часть города Занзибара, столицы острова Занзибар (известного также как Унгуджа).

## История
Местность была населена приблизительно за три столетия до того, как в 1830-х годах появились каменные постройки.

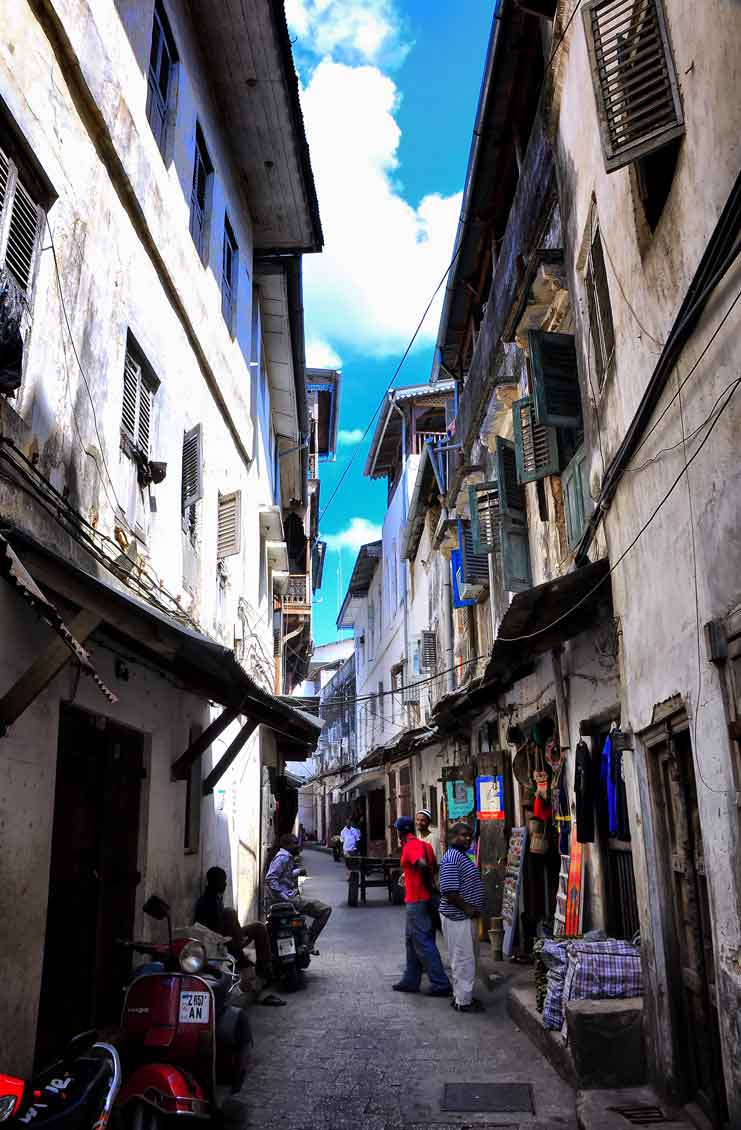
Узкая улочка в Каменном городе Занзибара

Город был торговым центром восточноафриканского побережья между Азией и Африкой перед колонизацией материка в конце XIX века, после чего центр торговли сместился в Момбасу и Дар-эс-Салам. С 1840 до 1856, при Саид ибн Султане, здесь была столица Оманской империи. Основными экспортируемыми товарами были специи, в частности гвоздика. Многие годы Каменный город был крупнейшим центром работорговли; рабы, поступающие из континентальной Африки поставлялись на Средний Восток. На месте прежнего рынка рабов построен англиканский собор, но несколько клеток сохранилось.
Город также был отправной точкой для многочисленных европейских исследователей, в особенности португальских, и колонизаторов в конце XIX века. Давид Ливингстон использовал Каменный город как базу при подготовке своей последней экспедиции в 1866 году. Дом, сейчас носящий его имя, был предоставлен ему султаном Сейид Саидом. Здесь селились иммигрантские сообщества из Омана, Персии и Индии. Они, в основном, занимались торговлей, или, как в случае с оманцами, управляли островом и зависимыми от него территориями.

## Описание

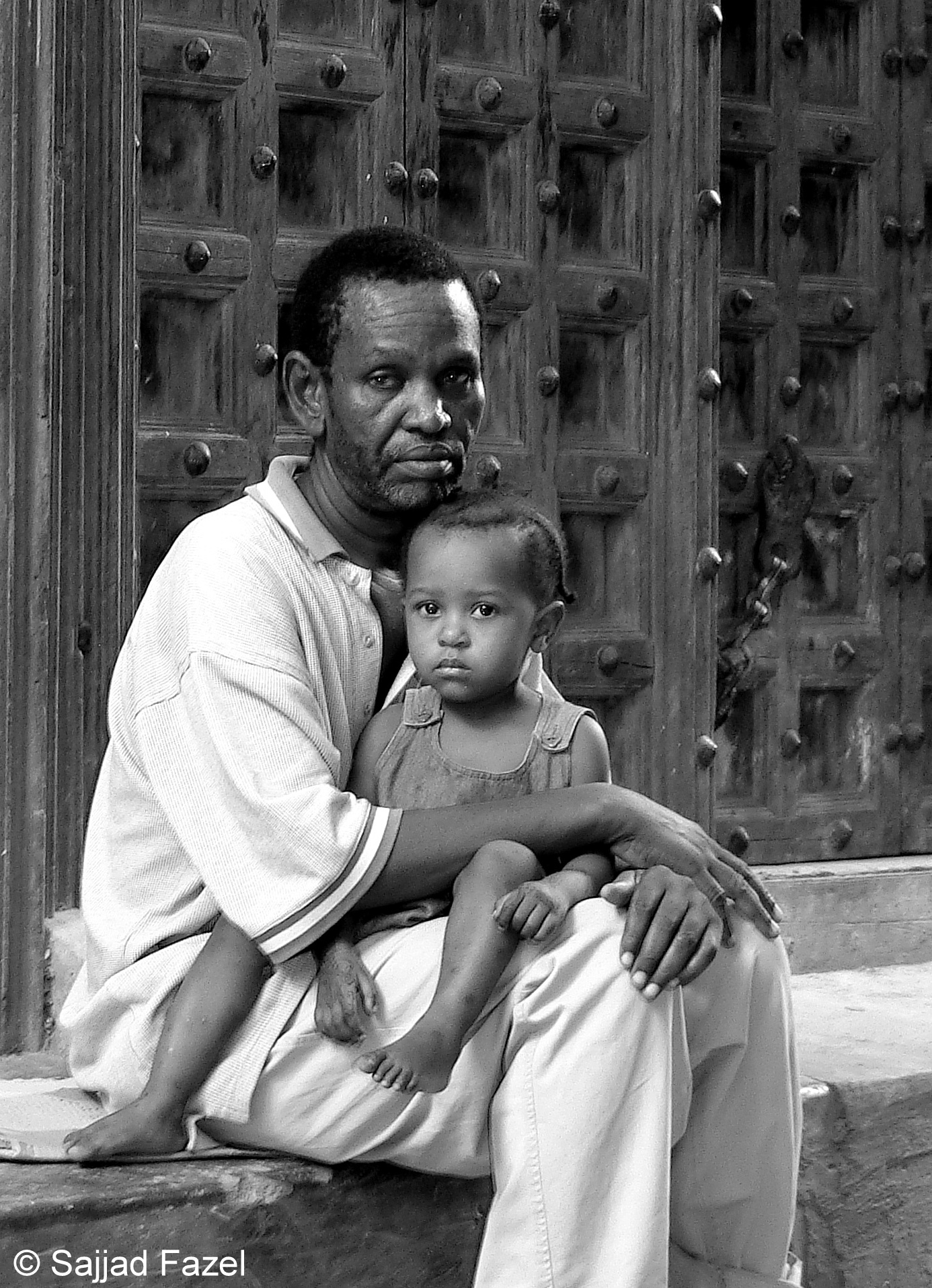
Мужчина с ребёнком сидят на веранде перед резной деревянной дверью в Каменном городе.

Старый город был построен на треугольном полуострове на западной оконечности острова. Старейшая часть города состоит из множества узких улочек, на которых стоит множество домов, магазинов, базаров и мечетей. Автомобили часто оказываются слишком широкими, чтобы проникнуть в этот лабиринт ветвящихся улиц.
Его традиционная архитектура суахили включает элементы арабского, персидского, индийского, европейского и африканского стилей. Арабские дома часто имеют примечательные декоративные элементы, такие как резные деревянные двери или деревянные веранды. Здесь располагается Дворец султана, Церковь Христа и Старый диспансер.
Над городом доминируют три крупных строения. Одно из них, Бейт-Эль-Аджайб или Дом чудес, было построено султаном Сейидом Баргашем как большой дворец в церемониальных целях. Другое — это арабский форт, который стоит на месте прежнего португальского поселения, перестроенного в форт в XVIII веке. Третье — два шпиля католического собора Святого Иосифа, хорошо видимые, как с балконов Дома чудес, так и со стороны океана.
Каменный город был включен ЮНЕСКО в число объектов Всемирного наследия. Однако, это признание не обеспечивает полной защиты культурных ценностей города. По состоянию на 1997 год, «из 1709 построек Каменного города примерно 75 % находились в угрожающем состоянии».
Согласно танзанийской национальной переписи 2002 года, население Городского округа, к которому относится Каменный город, составляет 206 292 человека.

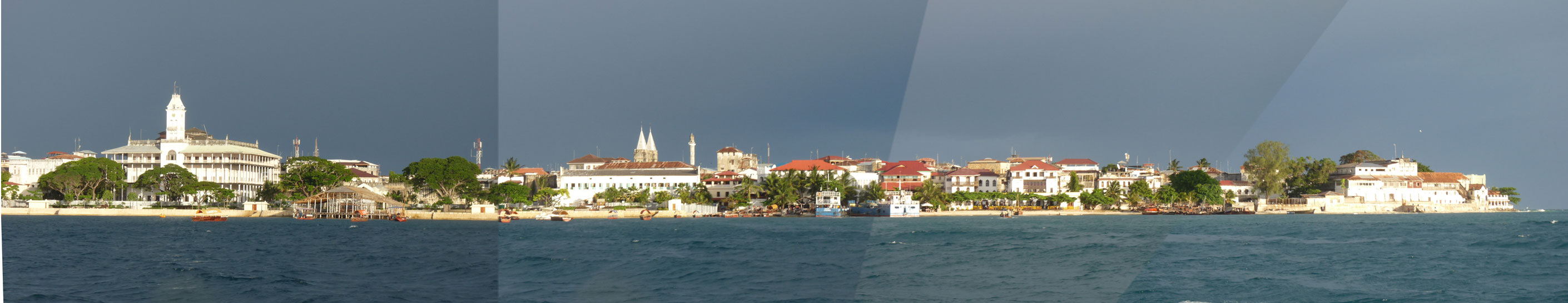
Вид с моря на Каменный город